# Andreas Decker
Andreas Decker (n. 19 august 1952, Zwickau, Karl-Marx-Stadt District⁠(d), RDG) este un canotor ce a reprezentat Republica Democrată Germană, medaliat olimpic. A participat la 2 ediții ale Jocurilor Olimpice (1976, 1980) în care a câștigat două medalii de aur.